# Scutigera virescens
Scutigera virescens är en mångfotingart som först beskrevs av Pierre André Latreille 1819.  Scutigera virescens ingår i släktet Scutigera och familjen spindelfotingar. Inga underarter finns listade i Catalogue of Life.